# Jessica Brown Findlay
Jessica Rose Brown Findlay (Cookham, Berkshire; 14 de septiembre de 1989), conocida como Jessica Brown Findlay, es una actriz británica que destacó por su papel como lady Sybil Crawley en la serie Downton Abbey, de la ITV. Fue galardonada con el Premio del Sindicato de Actores por su interpretación en dicha serie.

## Biografía
Hija de Beverley Brown Findlay y de Christopher Brown Findlay, es buena amiga de las actrices Holliday Grainger, Vanessa Kirby y Lily James.

## Carrera
Desde la guardería, Jessica aspiraba a ser una bailarina famosa. Después de entrenar durante años en el National Youth Ballet and the Associates of the Royal Ballet de Inglaterra, a la edad de 15 años se le pidió que fuera a bailar con el Ballet Kirov en la Royal Opera House en Londres para una temporada de verano.
Tras acabar los GCSE (ESO) tuvo muchas ofertas de escuelas de ballet, pero ella decidió ir a una escuela de educación artística. Estuvo entrenando durante dos años, pero en el último tuvo tres operaciones en los tobillos, la última operación salió mal. Cuando se despertó en el hospital le dijeron que no podría bailar más, según Jessica, "Me rompió el corazón, porque yo había hecho todo lo de la formación y mi cuerpo estaba diciendo no, no te lo permito".
Debido a este suceso y al consejo de su profesor de arte solicitó una plaza en el curso de Bellas Artes de St Martin’s, siendo aceptada. Una vez allí tomó clases de interpretación, gracias a las cuales fue descubierta casi de inmediato por unos agentes de casting.
Después de haber sido vista por estos agentes de casting consiguió el papel principal en la película Albatross, de Niall MacCormick (2011), en la que interpreta a Emelia. Su segundo papel importante, tras haber aparecido en un capítulo de Misfits, es como Lady Sybil Crawley en la serie Downton Abbey, Sybil es la hija menor del señor Grantham, interpretado por Hugh Bonneville, y la nieta de Violet, la condesa viuda interpretada por Maggie Smith. No sólo eso, sino que ha sido mencionada en Screen International como «la nueva Keira Knightley» y la revista Vanity Fair la ha considerado «un nuevo talento a seguir».
En julio del 2015 se anunció que Jessica se había unido al elenco de la película This Beautiful Fantastic, que fue estrenada al año siguiente (en España bajo el título de "El maravilloso jardín secreto de Bella Brown.
En 2018 participó en el film de Mike Newell "The Guernsey Literary and Potato Peel Pie Society" (La sociedad literaria y el pastel de piel de patata).
En 2017 interpretó el papel coprotagonista de Charlotte Wells en la serie Harlots.

## Vida personal
Inició una relación con el actor Ziggy Heath a inicios de 2016. Se casaron el 12 de septiembre de 2020 y sus hijos mellizos nacieron el 5 de noviembre de 2022.

## Filmografía

### Películas
| Año  | Título                                            | Personaje         | Notas                                                                                 |
| ---- | ------------------------------------------------- | ----------------- | ------------------------------------------------------------------------------------- |
| 2009 | Man on a Motorcycle                               | Joven             |                                                                                       |
| 2010 | Albatross                                         | Emelia            |                                                                                       |
| 2014 | Winter's Tale                                     | Beverly Penn      |                                                                                       |
| 2015 | Victor Frankenstein                               | Lorelei           | Junto a James McAvoy, Daniel Radcliffe, Andrew Scott y Mark Gatiss.                   |
| 2016 | The Beautiful Fantastic                           | Bella Brown       | Junto a Tom Wilkinson, Andrew Scott, Jeremy Irvine, Anna Chancellor & Sheila Hancock. |
| 2016 | Morrissey Biopic                                  | -                 | Junto a Jack Lowden y Jodie Comer.                                                    |
| 2017 | England is Mine                                   | Linder Sterling   |                                                                                       |
| 2018 | Iris Warriors                                     | Miss Shaw         |                                                                                       |
| 2018 | The Guernsey Literary and Potato Peel Pie Society | Elizabeth McKenna |                                                                                       |
| 2020 | The Banishing                                     | Marianne Forster  |                                                                                       |
| 2021 | Munich: The Edge of War                           | Pamela Legat      |                                                                                       |

### Series de televisión
| Año         | Título                  | Personaje              | Notas                                                          |
| ----------- | ----------------------- | ---------------------- | -------------------------------------------------------------- |
| 2009        | Misfits                 | Rachel                 | Episodio 6 de la 1ª temporada, y episodio 8 de la 3ª temporada |
| 2010 - 2012 | Downton Abbey           | Lady Sybil Crawley     | 20 episodios                                                   |
| 2011        | Black Mirror            | Abi Khan               | Episodio 2 de la 1ª temporada, "Fifteen Million Merits"        |
| 2012        | Labyrinth               | Alais Pelletier du Mas | Miniserie                                                      |
| 2014        | Jamaica Inn             | Mary Yellan            | 3 episodios - Miniserie                                        |
| 2015        | The Outcast             | Alice                  | Miniserie                                                      |
| 2017        | Harlots                 | Charlotte Wells        | serie                                                          |
| 2020-2021   | Castlevania             | Lenore                 | serie                                                          |
| 2020        | Brave New World (serie) | Lenina Crowne          | serie                                                          |